# Narycia adspersella
Narycia adspersella är en fjärilsart som beskrevs av Hermann von Heinemann 1870. Narycia adspersella ingår i släktet Narycia och familjen säckspinnare. Inga underarter finns listade i Catalogue of Life.